# 위안원캉
위안원캉(중국어: 袁文康, 병음: Yuán Wénkāng, 한자음: 원문강, 1985년 7월 23일 ~ )은 중화인민공화국 상하이 출신의 배우이다.

## 방송
- 수설아결불료혼
- 후궁여의전
- 상해여자도감
- 연지
- 해우공주

## 영화
- 진삼국무쌍 (2021년) - 손견 역
- 분노는 말이 없다 (2017년)
- 뉴욕, 뉴욕 (2016년)
- 여의 담윤현 (2016년)
- 장안삼괴탐 (2014년)
- 황금시대 (2014년)
- 골천문구 (2012년)
- 아문적법란서세월 (2012년)
- 공자춘추 (2010년)
- 첩혈고성 (2010년)
- 건국대업 (2009년)
- 연애병법 (2008년) - 왕문청 역
- 집결호 (2007년) - 대리행정관, 왕진춘 역
- 마술기연 (2007년) - 오기안 역